# Услар
Услар (нім. Uslar) — місто в Німеччині, розташоване в землі Нижня Саксонія. Входить до складу району Нортгайм.
Площа — 113,4 км2. Населення становить 14 062 ос. (станом на 31 грудня 2021).